# Nu bleu IV
Nu bleu IV est un tableau réalisé en 1952 par le peintre français Henri Matisse.

## Description
Il s'agit d'un nu féminin constitué à partir de papier recouvert de gouache bleue que l'artiste a découpé puis collé sur un Canson blanc lui-même marouflé sur une toile de format vertical. Parmi les quatre Nus bleus que l'artiste a créés, il est le premier qu'il a entamé et le dernier qu'il a terminé. Reçue en don en 1979, l'œuvre fait partie des collections du musée d'Orsay, à Paris. Elle se trouve depuis cette même année en dépôt au musée Matisse de Nice, auquel elle est affectée depuis 1989.